# 齐埠乡
齐埠乡，是中华人民共和国江西省上饶市万年县下辖的一个乡镇级行政单位。

## 行政区划
齐埠乡下辖以下地区：
齐埠村、方家村、江家村、蛇湾村、上汪村、松竹村、塘背村、星明村、盘田村、黄坪村、左畲村和五里长山林场。